# Манський щит

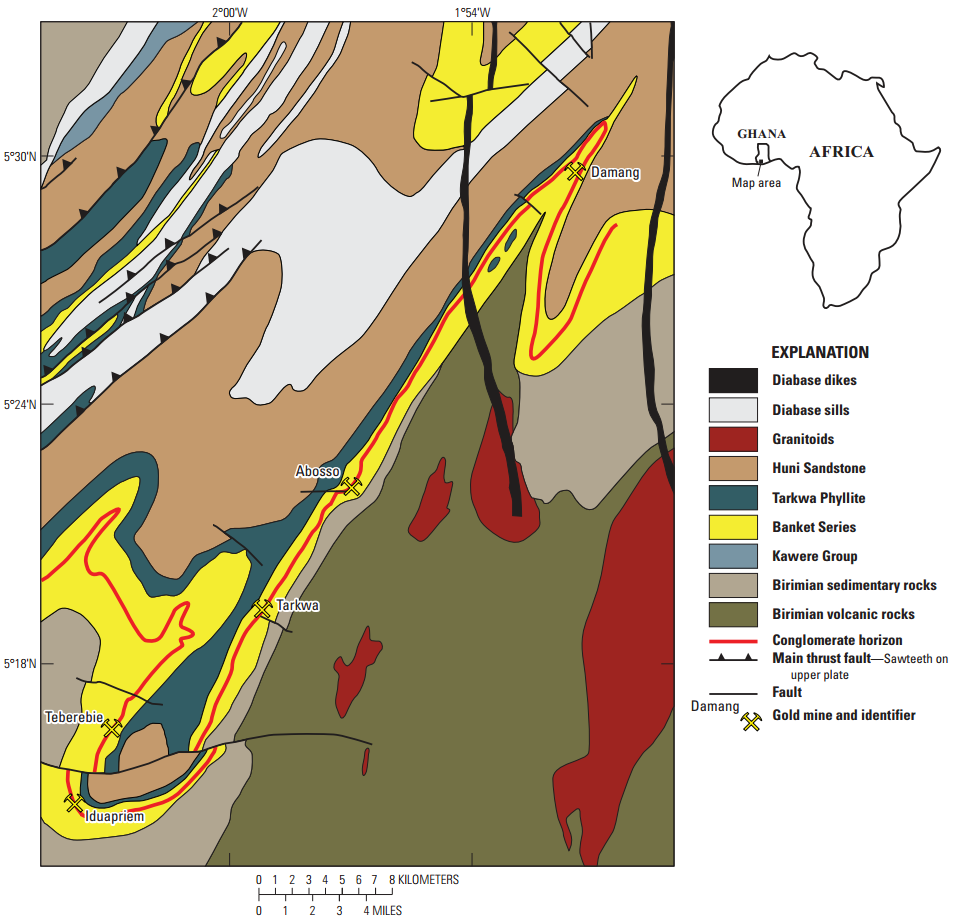
Геологічна мапа золотоносного району Тарква, у Гані, що демонструє значну складчастість і розломи

Манський щит (Лео-Манський щит або Лео-Манський кратон) — геологічний щит або кратон у південно-східній частині Західноафриканського кратону. Щит частково перекритий золотими Бірімськими формаціями.

## Географія і геологія
Щит охоплює країни: Кот-д'Івуар, Малі, Буркіна-Фасо, Гана, Сьєрра-Леоне, Ліберія та Гвінея .
Щит містить родовища золота, залізної руди, алюмінієвої руди, свинцево-цинкової, марганцю, фосфатів та урану. Більшість родовищ золота утворилися під час Ебурнійського горотворення, але ряд решти родовищ золота утворилися до цього горотворення під час періоду формування океанічного дугового басейну та ерозії в неопротерозої та крейдовому періоді. 

## Дивитися ще
- Геологія Гани